# Asociación Mundial de Educadores Infantiles
La Asociación Mundial de Educadores Infantiles (AMEI-WAECE) es una entidad asociativa sin ánimo de lucro creada en 1991 como movimiento de renovación pedagógica de la educación infantil. Forma parte de Primera Infancia de la Unesco, de la Sociedad Civil de la Organización de Estados Americanos (OEA) y de DPI/NGO de la Organización de las Naciones Unidas, entre otros.
Tiene su sede central en Madrid, España. Está presidida desde 1991 por Juan Sánchez Muliterno. La organización tiene firmado un convenio con el Ministerio de Educación de España para la formación continua de los trabajadores del sector.
En 2007 recibió en Canadá el premio WANGO de Educación por la promoción de la educación en valores desde la primera infancia.